# Кароліна Шварцбург-Рудольштадт
Кароліна Августа Луїза Амалія Шварцбург-Рудольштадтська (нім. Karoline Auguste Luise Amalie von von Schwarzburg-Rudolstadt; 4 квітня 1804 — 14 січня 1829) — принцеса Шварцбург-Рудольштадтська, донька принца Карла Гюнтера Шварцбург-Рудольштадтського та принцеси Луїзи Ульріки Гессен-Гомбурзької, дружина принца Георга Ангальт-Дессау.

## Біографія
Кароліна народилася 4 квітня 1804 року у Рудольштадті. Вона стала четвертою дитиною та другою донькою в родині принца Карла Гюнтера Шварцбург-Рудольштадтського та його дружини Луїзи Ульріки Гессен-Гомбурзької. Мала старшого брата Адольфа, інші діти померли до її народження. Згодом родина поповнилася молодшими дітьми: Вільгельмом та Іреною. Князівством у цей час правив їхній дядько Людвіг Фрідріх II.
Після битви при Єні Шварцбург-Рудольштадт був захоплений французами, а через пів року — вступив до Рейнського Союзу. За кілька днів після цього Людвіг Фрідріх II помер, і князем став 13-річний кузен Кароліни, Фрідріх Гюнтер. Регенткою при ньому стала її тітка, Кароліна Гессен-Гомбурзька.

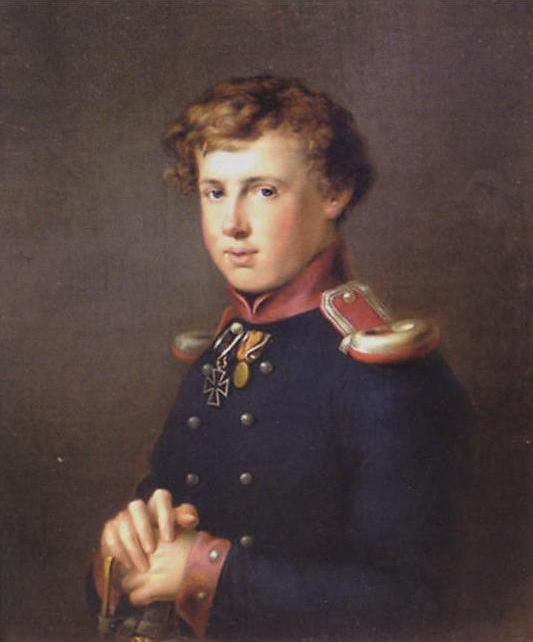
Георг Ангальт-Дессауський

У 21-річному віці принцеса взяла шлюб зі своїм 29-річним кузеном Георгом Ангальт-Дессау. Весілля відбулося 6 серпня 1825 у Рудольштадті. Наступного місяця її батько пішов з життя. Кароліна невдовзі завагітніла і влітку 1826 року народила доньку. Того ж року Георг закінчив будівництво свого нового палацу в Дессау. Всього в подружжя було двоє дітей.
За пів року після останніх пологів Кароліна пішла з життя в Рудольштадті. Похована у князівській крипті на цвинтарі Рудольштадту.
Георг згодом узяв морганатичний шлюб із представницею дрібної шляхти.

## Родина
Чоловік — Георг Ангальт-Дессауський
Дітиː
- Луїза (1826—1900) — одружена не була, дітей не мала;
- Фрідріх (10—22 червня 1828) — прожив 12 днів.